# محمود حلبی
محمود تولایی معروف به شیخ محمود حلبی (۱۷ شهریور ۱۲۷۹ – ۲۶ دی ۱۳۷۶) فقیه، واعظ، سیاستمدار و مؤسس انجمن حجتیه بوده‌است. انجمن حجّتیه در ارعاب، دستگیری و آزار و اذیت بهائیان نقش به‌سزایی ایفا نمود. اعضای انجمن با رخنه در میان بهائیان، به اطلاعات آماری این جامعه دست یافتند و بلافاصله پس از انقلاب، با دراختیار داشتن این اطلاعات، نقش مؤثری در ربودن، دستگیری و اعدام‌های گستردهٔ رهبران بهائی، و نیز کوشش در فلج کردن زندگی روزمرهٔ بهائیان ایران، از آن زمان تا به امروز، ایفا نمودند.

## تحصیلات
حلبی ادبیات را بعد از گذراندن دوره‌های مقدماتی نزد میرزا عبدالجواد نیشابوری معروف به ادیب نیشابوری یا ادیب اول، فرا گرفت. سپس دروس سطح مقدمات فقه و اصول و منطق را نزد محقق، میرزا محمد باقر مدرس رضوی و میرزا جعفر شهرستانی فرا گرفت. سطوح عالی را نزد شیخ محمد نهاوندی و میرزا محمد کفایی (فرزند صاحب کفایه الاصول، آخوند خراسانی) گذراند. وی درس خارج فقه را نزد سید حسین طباطبایی قمی آموخت. همچنین دروس فلسفه را نزد فیلسوف معروف محمد تقی شهیدی (آقابزرگ حکیم) تحصیل کرد و از مدرسین فلسفه در حوزه مشهد شد اما پس از سال‌ها تحصیل و تدریس فلسفه تحت تأثیر نظرات و آراء میرزا مهدی اصفهانی قرار گرفت و از مخالفان فلسفه و تصوف و عرفان مصطلح شد و بهترین تقریر درس استادش میرزا مهدی اصفهانی را نوشت که به تصحیح استاد درآمد و هم‌اکنون در کتابخانه آستان قدس رضوی موجود است. محمود حلبی بیست سال از محضر میرزا مهدی اصفهانی استفاده کرد و از نزدیکترین شاگردان او بود.
در ابتدای جوانی محمود حلبی در راه بازگشت از سفر کربلا به بیماری صعب العلاجی دچار شد و آنجا بدست حسنعلی نخودکی اصفهانی درمان شد. این حادثه باعث شد که وی به شاگردان حسنعلی نخودکی بپیوندد و از شاخص‌ترین شاگردان وی گردد. وی پس از اتمام درسش در ۳۰ سالگی، شروع به سخنرانی در منبرها نمود و تا ۴۰ سال این کار را ادامه داد. او در منبرها و سخنرانی‌های خود غالباً در مورد حجة بن الحسن امام دوازدهم شیعیان صحبت می‌کرد و مردم را به ارتباط با امام زمان دعوت می‌نمود و این موضوع را تکلیف خود می‌دانست.
از شاگردان وی می‌توان به سید حسن افتخارزاده، جواد مادرشاهی، مهندس سید حسین سجادی ،  جواد حاجی آقا بزرگی و مهدی اقارب پرست اشاره کرد.

## نهضت ملی شدن نفت
محمود حلبی در سال‌های ۱۳۲۸ تا ۱۳۳۲به فعالیت سیاسی پرداخت و از نهضت ملی شدن صنعت نفت حمایت کرد. وی در کنار محمدتقی شریعتی و علی اصغر عابدزاده (معروف به حاجی عابدزاده) توانستند مشهد را برای خلع ید انگلیس از صنعت نفت ایران فعال نگه دارند و پس از مدتی "جمعیت های موتلفه اسلامی" در مشهد را تشکیل دادند.

## عدم مبارزه علیه شاه
محمد عبایی خراسانی در مصاحبه‌ای چنین می‌گوید:
سال ۴۵ از طلبه‌های مبارز شنیدم که آقای شیخ محمود حلبی از تهران به مشهد آمده و می‌خواهد منبر برود. با دوستان طلبه گفتیم در جلسه‌اش شرکت کنیم و از او بپرسیم چرا ایشان وارد مبارزه علیه شاه نمی‌شود. جلسه که شروع شد چند تا از این طلبه‌ها با اصرار این سؤال را از ایشان پرسیدند. آقا شیخ محمود سکوت اختیار کرد. تا این که طلبه‌ها پرسیدند که الان ساواک جلوی تشکیل محافل مذهبی را می‌گیرد اما چرا با انجمن حجتیه کاری ندارد؟
آقای حلبی از این طلاب پرسید: مثلا به کدام محفل مذهبی اجازه فعالیت داده نمی‌شود؟
یکی از طلبه‌ها گفت: سخنرانی‌ها و منبرهایی که طرفداران آیت‌الله خمینی برگزار می‌کنند.

آقای شیخ محمود نگاهی به ما کرد و گفت: اینها - منبری‌های طرفدار آیت‌الله خمینی- دکان باز کرده‌اند ولی ما دکان باز نمی‌کنیم.

## انقلاب اسلامی ایران
شیخ محمود حلبی به دلیل داشتن اعتقادات دینی خود که تشکیل حکومت اسلام را فقط در زمان ظهور امامِ معصوم مشروع و تشکیل آن را در زمان غیبت امام زمان امری لغو می‌دانست و همچنین به خاطر باورش به جدایی دین از سیاست با جریان انقلاب اسلامی همراه نشد. همین خط مشی فکری بود که باعث اصطکاک بین انقلابیون و انجمن حجتیه شد.

## فعالیت‌های انجمن حجتیه
حلبی پیش از کودتای ۲۸ مرداد از سیاست کناره گرفت و افزایش شمار بهاییان در ایران را زیر نظر گرفت. به همین منظور وی انجمن نقد بهاییت را پایه‌ریزی کرد که بعدها به نام انجمن حجتیه مهدویه نامیده شد. از فعالیت‌های این انجمن سعی در شناخت مفهوم اسلامی امام زمان است. انجمن حجّتیه در ارعاب، دستگیری و آزار و اذیت بهائیان نقش به‌سزایی ایفا نمود. اعضای انجمن با رخنه در میان بهائیان، به اطلاعات آماری این جامعه دست یافتند و بلافاصله پس از انقلاب، با دراختیار داشتن این اطلاعات، نقش مؤثری در ربودن، دستگیری و اعدام‌های گستردهٔ رهبران بهائی، و نیز کوشش در فلج کردن زندگی روزمرهٔ بهائیان ایران، از آن زمان تا به امروز، ایفا نمودند.

## درگذشت
وی در حدود ۸۰ سالگی به بیماری قلبی مبتلا شد و در شامگاه روز جمعه ۱۷ ماه رمضان سال ۱۴۱۸ هجری قمری، برابر با ۲۶ دی ماه سال ۱۳۷۶ هجری شمسی، و در ۹۷ سالگی وفات یافت. پس از مرگش، محمود حلبی را در شب نوزدهم ماه رمضان در ، آرامگاه ابن بابویه طبق وصیتش دفن کردند.

## نگارخانه

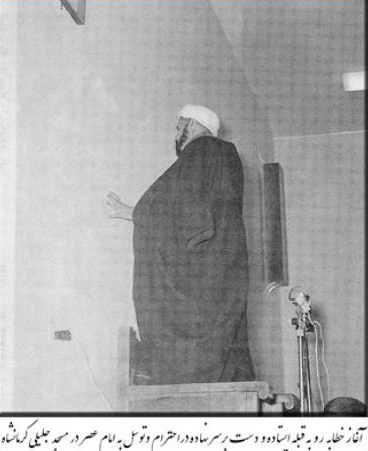
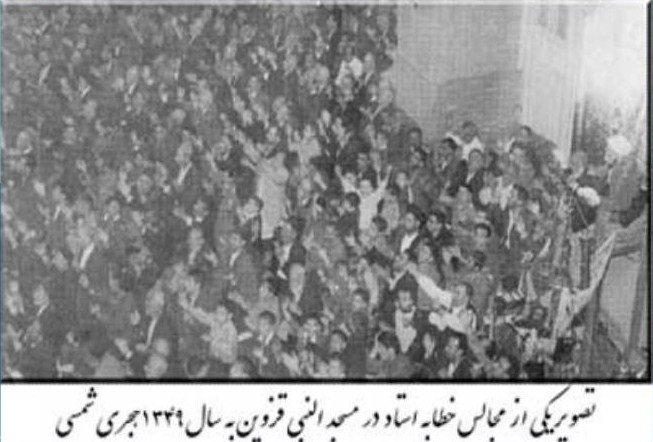
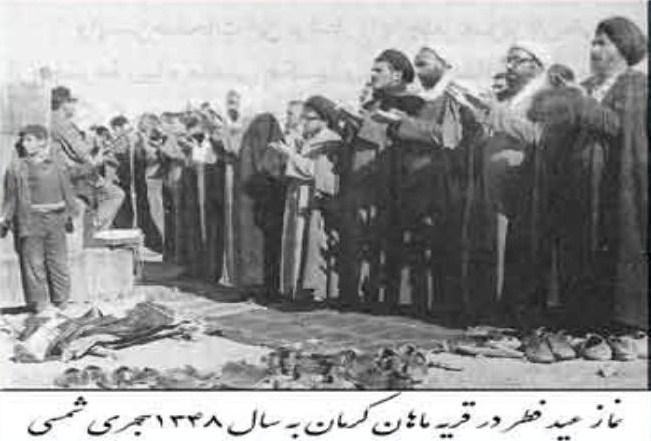